# Rambung Jaya
Rambung Jaya is een bestuurslaag in het regentschap Aceh Tenggara van de provincie Atjeh, Indonesië. Rambung Jaya telt 625 inwoners (volkstelling 2010).